# Корпанюк Юрій Іванович
Ю́рій Іва́нович Корпаню́к  (12 вересня 1892, Яворів, Косівський повіт, Королівство Галичини і Володимирії — 19 квітня 1977,  Яворів) — визначний гуцульський народний майстер у техніці «сухої» плоскої та рельєфної різьби, інкрустації, інтарсії. Брат Семена Корпанюка, внук Юрія Шкрібляка.
Член Спілки художників СРСР (1959), Заслужений майстер народної творчості УРСР (1960).

## Життєпис
Навчався різьбленню у батька, Івана Корпанюка (1860—1931), та у маминих братів — Василя та Миколи Шкрібляків.
До 1939 року працював здебільшого на замовлення. З 1944 року — в експериментальній майстерні Косівської артілі «Гуцульщина», де виготовляв зразки для масового тиражування.
Похований на цвинтарі біля церкви у рідному Яворові.

## Творчість
Твори: тарілки, пляшки, чарки, шкатулки, ложкарі, рахви, цукорниці, винні набори, рамки, лінійки, пенали, ножі (для паперу), «кушки», кісся, «бабчері», куделі, горнятка, скриньки, вішалки, коробочки, бочівки; пістолі, порохівниці, топірці; хрести, свічники-трійці, патериці.
Учасник та лауреат багатьох виставок: м. Коломия, смт Ворохта, м. Львів, м. Познань і м. Краків (Польща), м. Москва (Росія), Болгарія, Франція, Канада, Монголія, Бельгія.
Твори зберігаються у багатьох музеях світу, а також у Національному музеї народного мистецтва Гуцульщини та Покуття ім. Й. Кобринського (понад 100 творів).

## У мистецтві
Живописний портрет майстра разом з братом Семеном написав художник Петро Сахро.